# Ballg'schichten
Ballg'schichten, op. 150, är en vals av Johann Strauss den yngre. Den spelades första gången den 27 februari 1854 i Wien.

## Historia
Valsen framfördes första gången vid en välgörenhetsbal i danslokalen Zum Sperl den 27 februari 1854. Verket är intressant då Strauss med den återvände till sina tidigare populära valser i tre fjärdedelstakt, efter att i några verk ha varit påverkad av samtidens nya kompositörer såsom Franz Liszt och Richard Wagner (se Novellen, Schallwellen och Schnee-Glöckchen). Tidningarna rapporterade att publiken, i synnerhet ungdomarna, dansade entusiastiskt till tonerna av valsen och den fick spelas flera gånger i rad. 

## Om valsen
Speltiden är ca 8 minuter och 16 sekunder plus minus några sekunder beroende på dirigentens musikaliska tolkning.

## Weblänkar
- Ballg'schichten i Naxos-utgåvan.